# Apocephalus cultellatus
Apocephalus cultellatus är en tvåvingeart som beskrevs av Borgmeier 1961. Apocephalus cultellatus ingår i släktet Apocephalus och familjen puckelflugor. Inga underarter finns listade i Catalogue of Life.